# Latil M1BR
Le Latil M1B est un modèle de camionnette fabriqué par l'entreprise française Latil dans les années 1930. Le code M1 indique le moteur et le code B indique le modèle de châssis (B pour la version standard et BR pour renforcé).
Le modèle M1BR est utilisé par l'Armée française au début de la Seconde Guerre mondiale.

## Historique

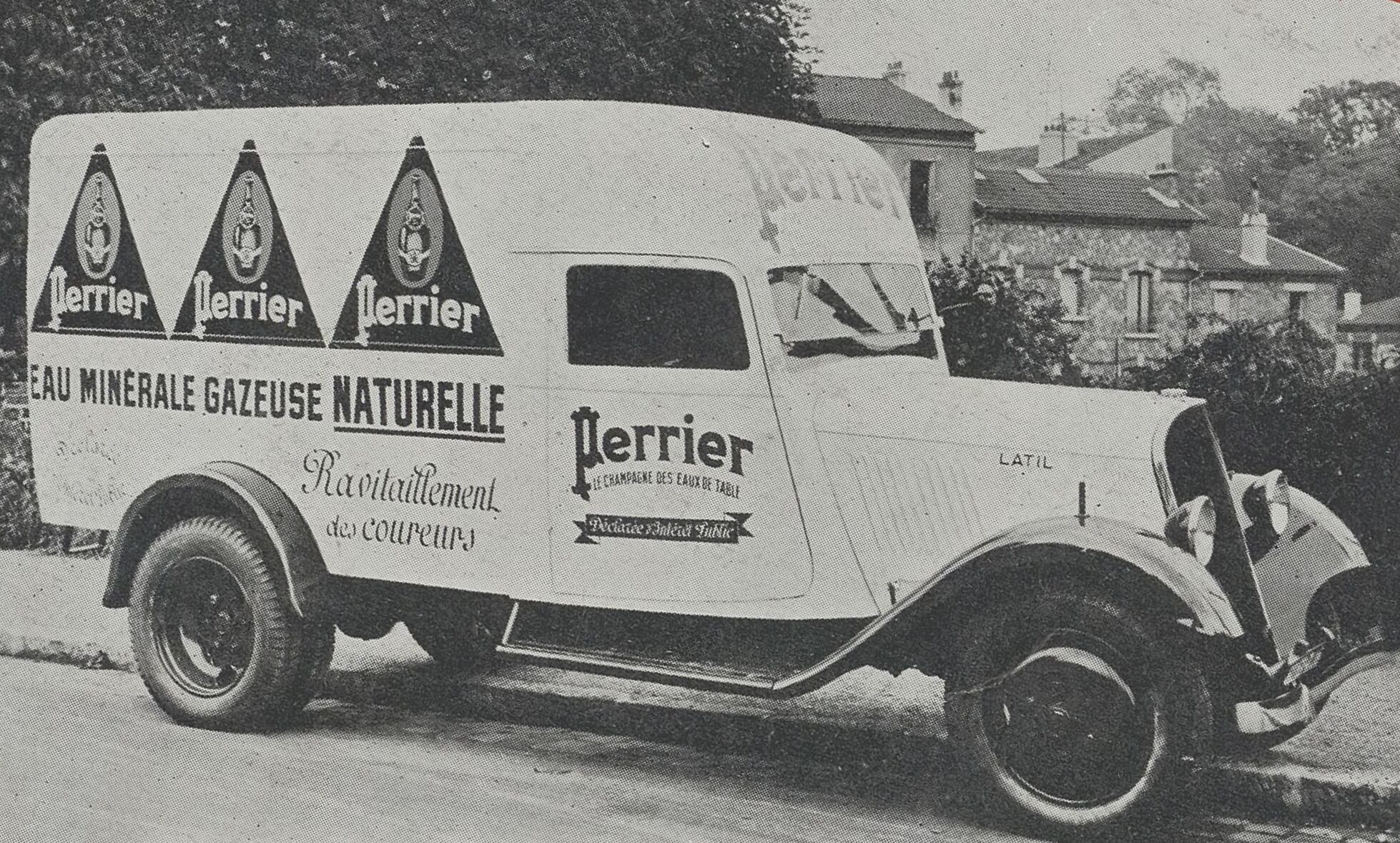
Camionnette M1B civile.

Le modèle M1B sort en 1934 sur le marché civil, avec une charge utile de 1,2 t. La variante M1BR fabriquée spécialement comme camionnette pour l'Armée (charge utile 1,5 t) est conçue en 1936, produite en 600 exemplaires à partir de 1937 et livrée de début 1938 à octobre 1939.
La production de la variante M1B se poursuit en petites quantités jusqu'en 1940 pour l'Armée de l'air française mais le programme de guerre demande à Latil de se concentrer sur les véhicules tout-terrain.

## Conception
Le moteur est un Latil type M1 (essence) à 4 cylindres de 72 × 120 mm, développant 40 ch à 2 500 tr/min. La boîte de vitesses a quatre vitesses avant et une vitesse arrière.
La variante M1BR (également désignée M1BRL pour long,) est commandée sur châssis non surbaissé, ainsi qu'avec un empattement allongé à environ 3,75 m contre 3,35 m sur la version classique M1B. La longueur passe de 4,735 m sur le M1B commercial à 5,54 m sur le M1BR.
Le M1BR a un poids mort en ordre de marche de 2,27 t. Sa vitesse maximale est de 65 km/h.

## Usage militaire
Les M1BR sont utilisées dans l'Armée de terre, :
- soit pour être dispersées dans les sous-unités (par exemple chaque compagnie d'infanterie doit recevoir une camionnette pour porter le supplément de paquetage des fantassins) ;
- soit pour être groupées dans des sections automobiles du train.

Les camionnettes commandées avant-guerre sont destinées à servir dans les unités de couverture, c'est-à-dire celles d'active chargées de défendre les frontières le temps d'équiper les nouvelles divisions formées à la mobilisation (et qui reçoivent des camionnettes de réquisition).
L'Armée de terre achète également des M1B :
- comme breaks d'instruction (véhicule-école à double commande et carrosserie simplifiée) - au moins une quarantaine ;
- et comme breaks de reconnaissance (transport de troupes léger[9]) - au moins une cinquantaine.

L'Armée de l'air utilise le M1B pour y installer des treuils à ballon d'aérostation fabriqués par Aérazur et Zodiac. Sur une commande totale de 249, 76 M1B treuil sont livrés, de janvier à juin 1940.